# Leytpodoctis oviger
Leytpodoctis oviger – gatunek kosarza z podrzędu Laniatores i rodziny Podoctidae. Jedyny znany przedstawiciel monotypowego rodzaju Leytpodoctis.

## Występowanie
Gatunek jest endemiczny dla Filipin.